# 臺中市西大墩婦女中心
西大墩婦女福利服務中心，為臺中市8家婦女福利服務中心之一，原為2003年成立之臺中市第一婦女福利服務中心，後因縣市合併改制，於2011年1月1日改名為西大墩婦女福利服務中心。為臺中市政府提撥經費，委託天主教聖母聖心修女會承辦。以設籍或居住臺中市之婦女為服務對象，優先關注西屯區、龍井區、沙鹿區、大肚區之特殊境遇弱及勢婦女。
西大墩婦女中心的服務包含：福利諮詢、法律諮詢、個案管理服務、女性成長課程、心理諮商。
臺中市婦女福利服務中心，由臺中市政府社會局之婦女福利與性別平等科人員，協助相關的業務承辦。民間承辦之八個福利中心，各自有其編制人員，西大墩婦女福利服務中心內設有一名督導及三名社工。
2016年8月11日，西大墩婦女中心串連其他4家婦女福利服務中心、葫蘆墩家庭福利服務中心及陽光婦女協會，推出「女人膽識生命故事展」，展出30幅女性生命故事，將女性在生命中展現出的韌力及勇氣傳遞給民眾。